# エドゥアルド・ゴジーニョ・フェリペ
エドゥ（Edu）こと、エドゥアルド・ゴジーニョ・フェリペ（Eduardo Godinho Felipe、1976年1月5日 - ）は、ブラジル・サンパウロ出身の元サッカー選手。 現役時代のポジションは、ミッドフィールダー（守備的ミッドフィールダー）。